# Józef Koziński

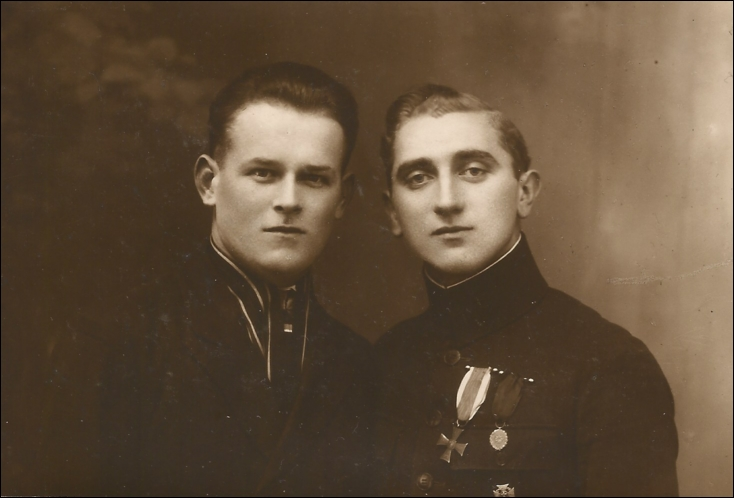
Rok 1925 – Józef Koziński (z prawej) podczas nauki w Seminarium Nauczycielskim w Łowiczu

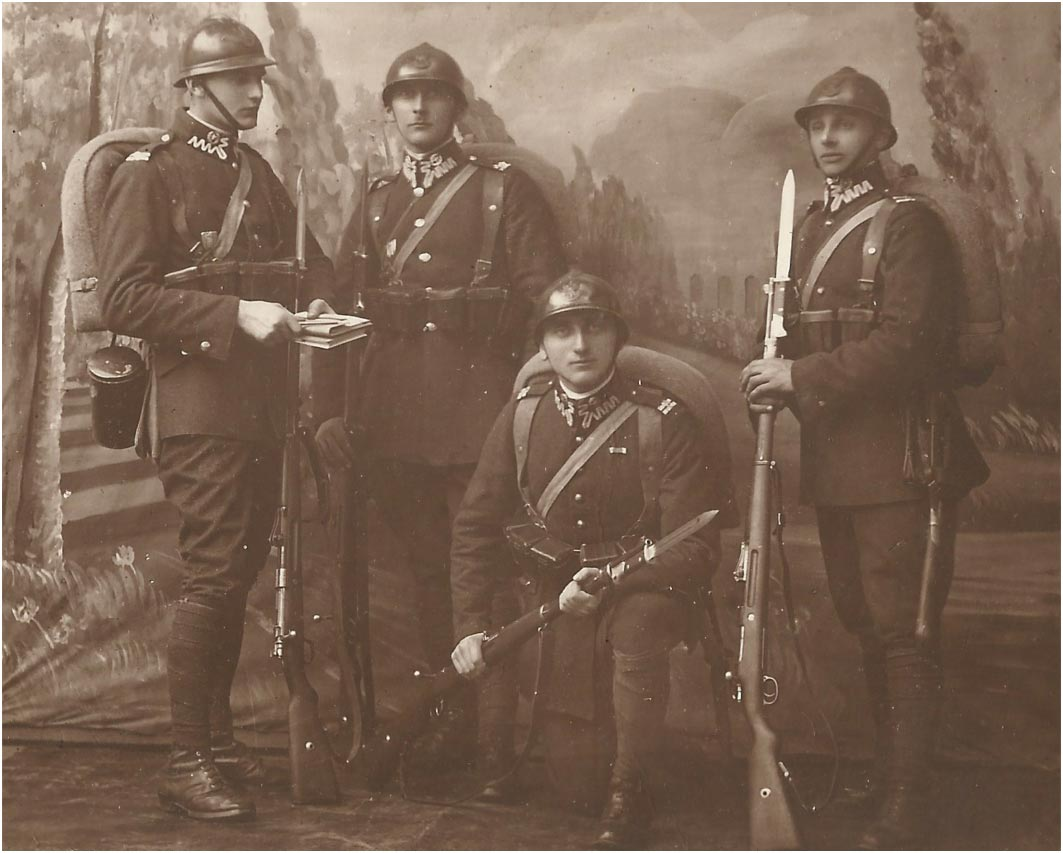
Józef Koziński (w przyklęku) podczas nauki w Szkole Podchorążych Piechoty

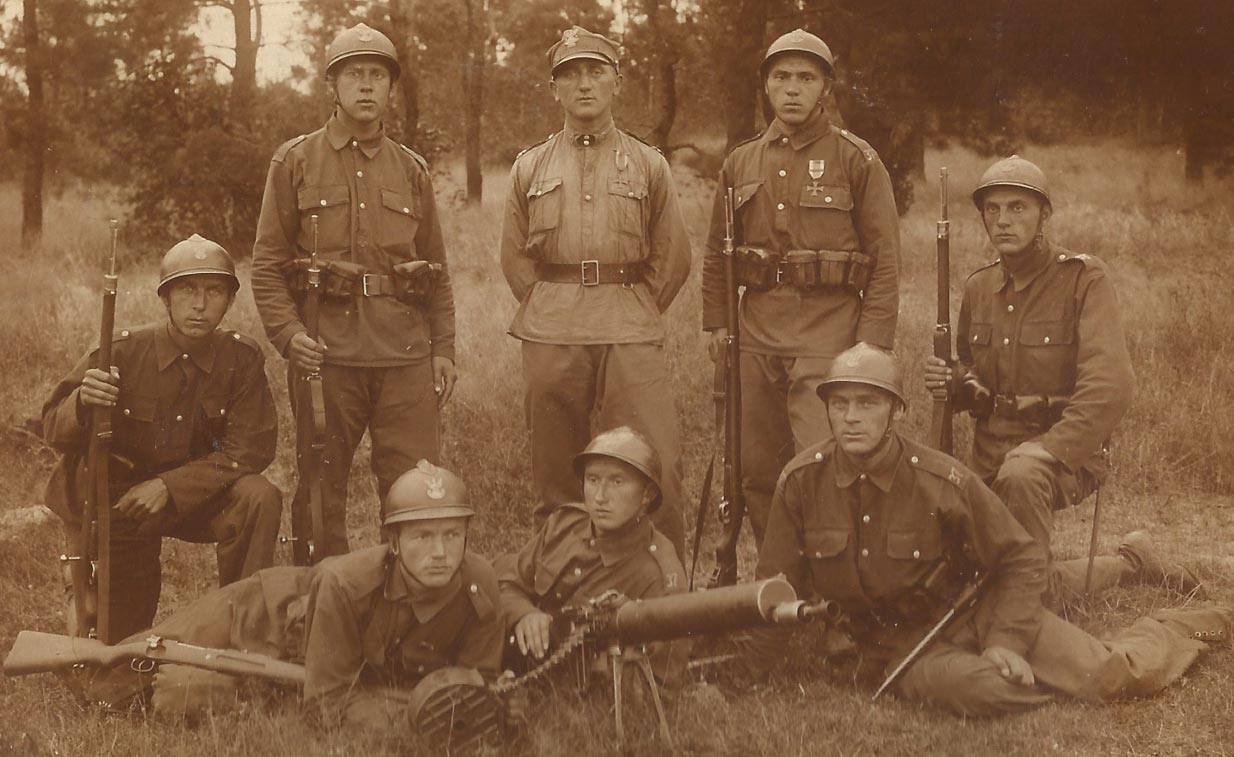
Józef Koziński (stoi pośrodku) na poligonie

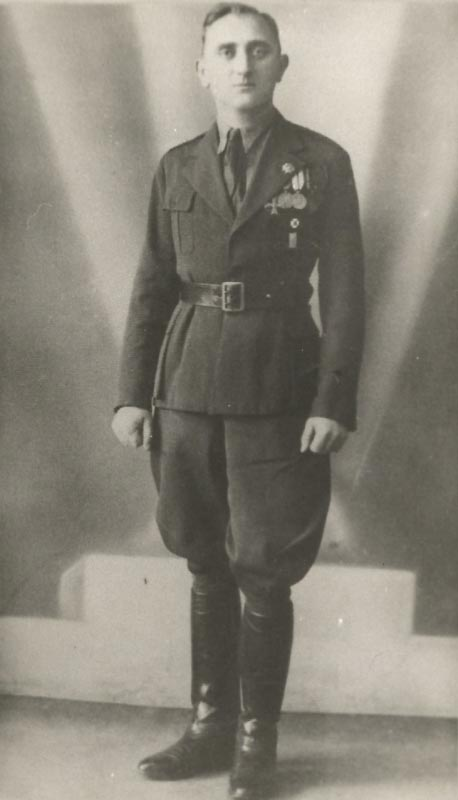
Józef Koziński jako komendant hufca harcerzy

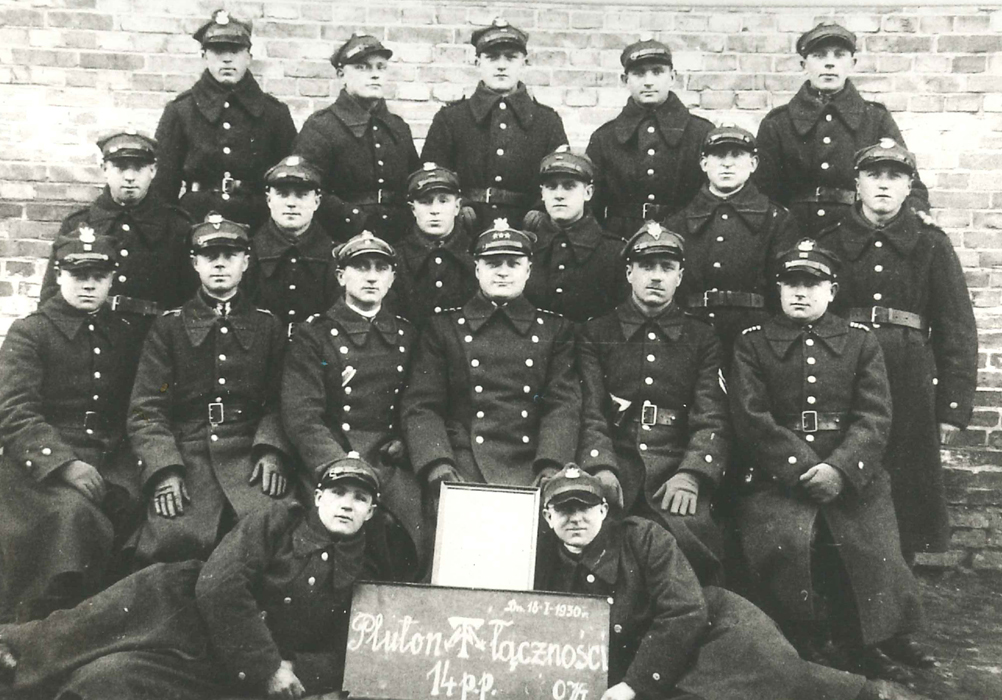
Pluton łączności 14 pułku piechoty w dniu 18 stycznia 1930. W środku siedzi kpt. Jan Wilczak, na lewo od niego siedzi ppor. Józef Koziński

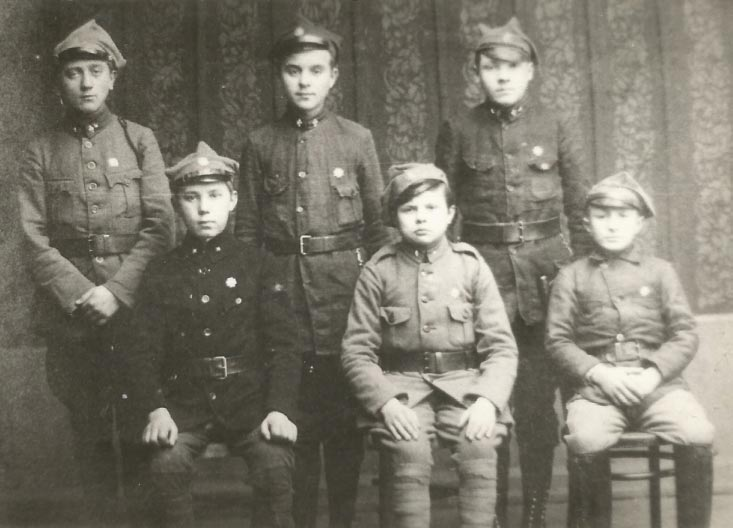
Sieradz (rok 1916) – grupa harcerzy, Józef Koziński stoi pierwszy od lewej

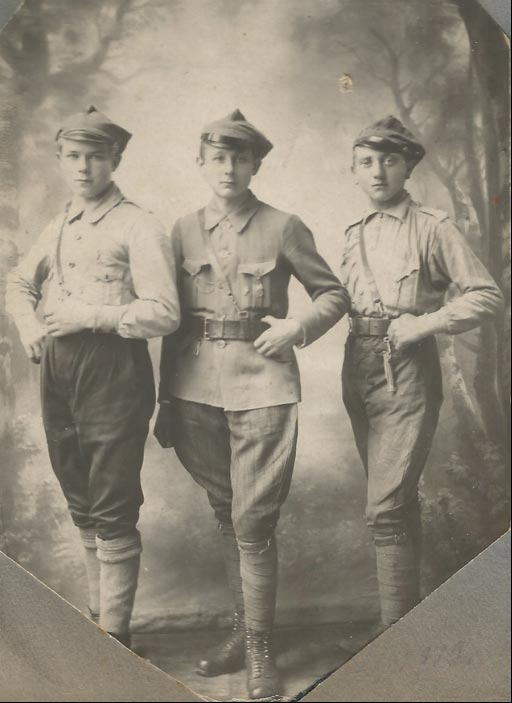
Harcerze w roku 1917 – Józef Koziński stoi pierwszy z prawej

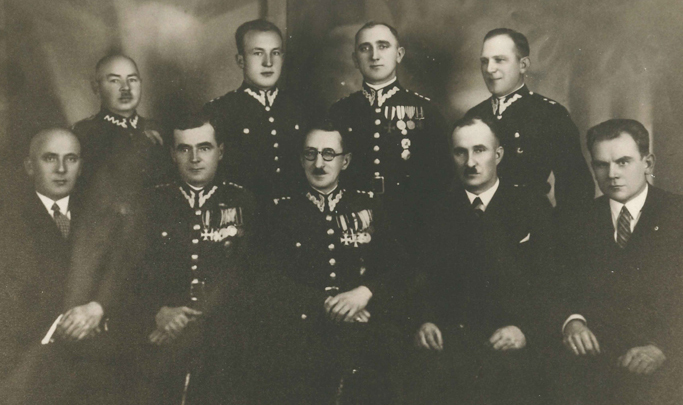
Zarząd Wojskowego Klubu Sportowego Cuiavia (1935). Trzeci od prawej siedzi ppłk Hugo Mijakowski, a czwarty kpt. Jan Stefan Witkowski. W górnym rzędzie stoją od prawej: ppor. Mieczysław Kłosiński, por. Józef Koziński i ppor. Feliks Stawicki.

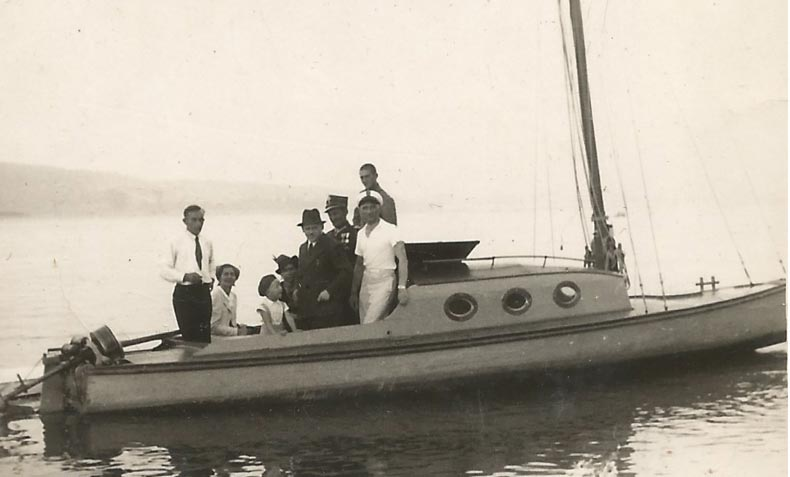
Józef Koziński (w białej czapce) na Wiśle jako kapitan jednostki pływającej

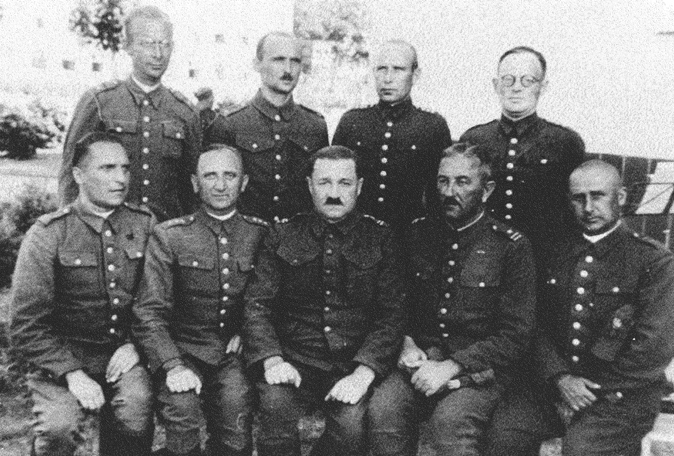
Oflag (maj 1940) – ppłk Ignacy Szpunar siedzi w środku. Na lewo siedzi kpt. Józef Koziński, a na prawo mjr Emil Zawisza

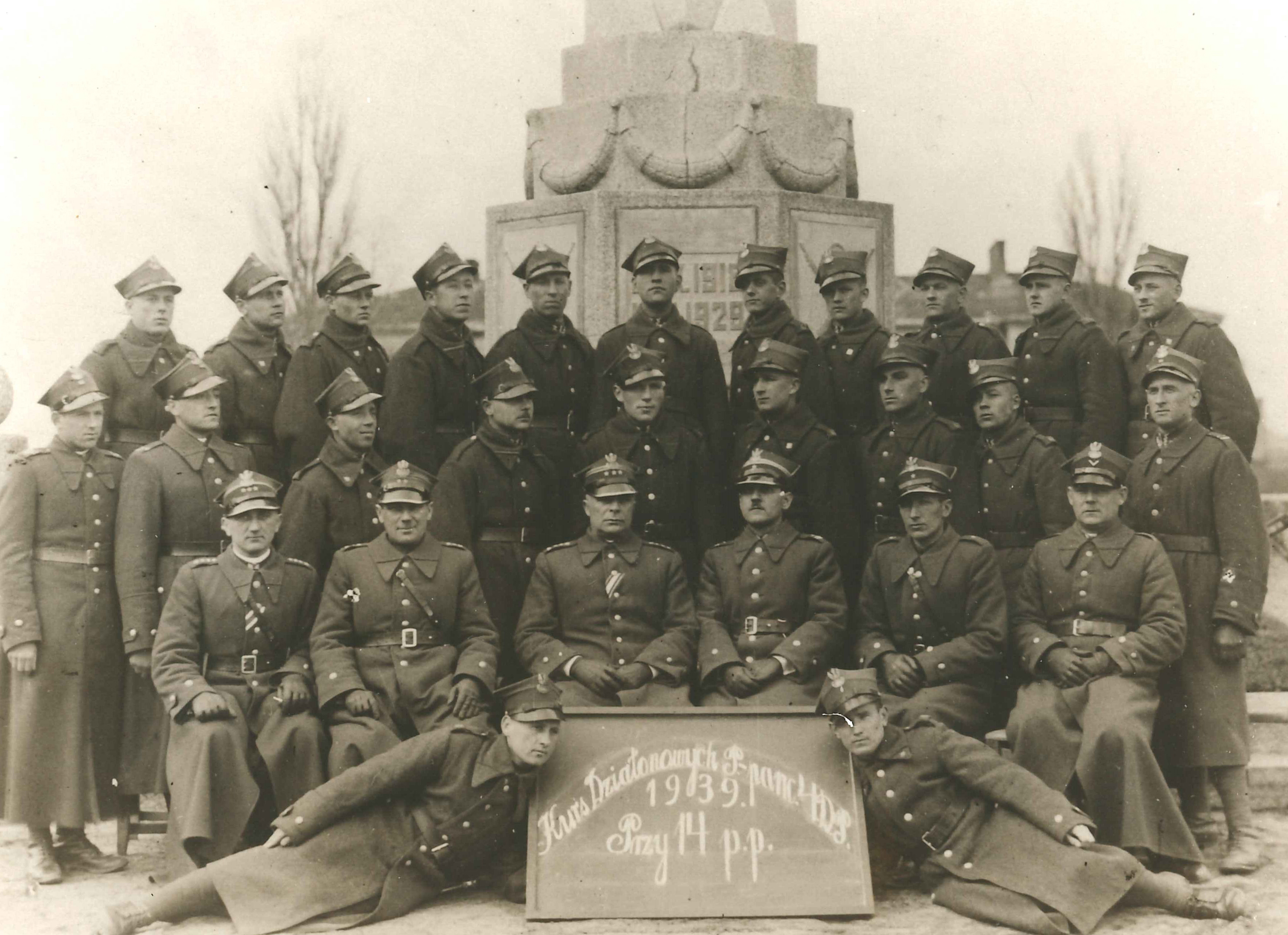
Kwiecień 1939 – kurs działonowych ppanc. 4 DP zorganizowany przy 14 pp. Siedzą od lewej: kpt. Józef Koziński, ppłk Władysław Dzióbek, płk Franciszek Sudoł, mjr Juliusz Ulatowski i ppor. Józef Gumiński

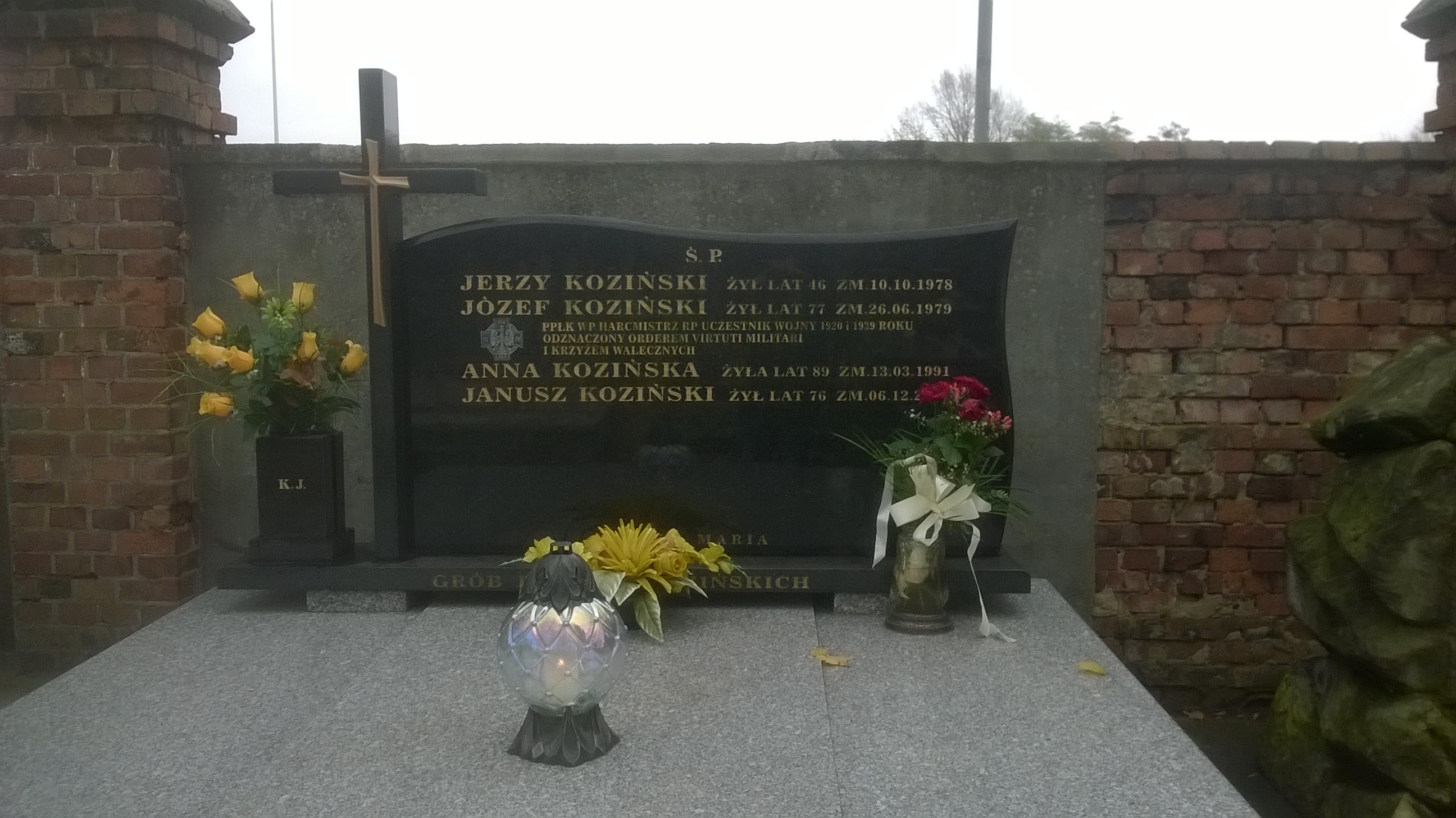
Grób kpt./ppłk. Józefa Kozińskiego na włocławskim cmentarzu

Józef Koziński (ur. 12 lutego 1902 w Sieradzu, zm. 26 czerwca 1979 we Włocławku) – kapitan piechoty Wojska Polskiego, kawaler Krzyża Srebrnego Orderu Wojennego Virtuti Militari, podpułkownik rezerwy Ludowego Wojska Polskiego, podpułkownik pożarnictwa, działacz harcerski.

## Życiorys
Urodził się 12 lutego 1902 r. w Sieradzu. Pochodził z rodziny, która osiedliła się na ziemi sieradzkiej po upadku powstania styczniowego (jego przodkowie zmuszeni zostali wówczas do opuszczenia Wołynia). Był synem Władysława, sieradzkiego rzemieślnika – mistrza zduńskiego, i Walentyny z domu Piotrowskiej. 
Od 1911 r. związany był z konspiracyjnym skautingiem, a w 1914 roku przystąpił do sieradzkiego konspiracyjnego harcerstwa. Jako harcerz uczestniczył w rozbrajaniu Niemców. W 1916 r. ukończył szkołę powszechną w Sieradzu i rozpoczął naukę zawodu zecera. 1 września 1919 roku zaczął kształcenie w Państwowym Seminarium Nauczycielskim Męskim w Łowiczu. W czerwcu 1920 r. jako uczeń tego seminarium wstąpił ochotniczo do 201 pułku piechoty, w którym został dowódcą drużyny w 7 kompanii. W okresie od czerwca do grudnia 1920 r. przebył cały szlak bojowy pułku. Jako żołnierz Armii Ochotniczej generała Józefa Hallera uczestniczył w bitwie warszawskiej oraz w zdobyciu Grodna i Lidy. W październiku 1920 roku brał udział w walkach o Wilno i Litwę Środkową („bunt gen. Żeligowskiego”). W listopadzie tegoż roku uczestniczył, jako żołnierz pociągu pancernego, w bojach o niepodległość Łotwy. Za walki z bolszewikami odznaczono go Krzyżem Walecznych. Zdemobilizowany został w grudniu 1920 roku, po czym powrócił do przerwanej nauki w łowickim Państwowym Seminarium Nauczycielskim Męskim, które ukończył w dniu 21 czerwca 1925 roku .
We wrześniu 1925 r. wstąpił do Szkoły Podchorążych Piechoty w Warszawie (jako podchorąży brał udział w walkach podczas przewrotu majowego, stając po stronie prezydenta Wojciechowskiego), którą ukończył z dniem 30 czerwca 1926 r. (z wynikiem dobrym). Następnie został przyjęty do Oficerskiej Szkoły Piechoty w Ostrowi Mazowieckiej, którą ukończył w 1928 roku otrzymując oficerskie szlify.
Zarządzeniem Prezydenta Rzeczypospolitej Ignacego Mościckiego z sierpnia 1928 r. (opublikowanym w Dzienniku Personalnym Ministerstwa Spraw Wojskowych) został mianowany na stopień podporucznika w korpusie oficerów piechoty, ze starszeństwem z dniem 15 sierpnia 1928 roku i 71. lokatą. Na podstawie zarządzenia Ministra Spraw Wojskowych, marszałka Józefa Piłsudskiego, został wcielony do 14 pułku piechoty.
Cała kariera wojskowa Józefa Kozińskiego to służba we włocławskim 14 pułku piechoty. W roku 1930 zajmował 110. lokatę wśród wszystkich podporuczników korpusu piechoty (była to zarazem 71. lokata w swoim starszeństwie). Zarządzeniem Prezydenta Rzeczypospolitej z dnia 2 grudnia 1930 r. został awansowany do rangi porucznika piechoty, ze starszeństwem z dniem 1 stycznia 1931 roku i 73. lokatą. W roku 1932 zajmował nadal 73. lokatę w swoim starszeństwie. Na dzień 1 lipca 1933 r. Józef Koziński zajmował 1656. lokatę łączną wśród poruczników korpusu piechoty (była to 70. lokata w swoim starszeństwie), z kolei na dzień 5 czerwca 1935 roku była to już 1176. lokata pośród wszystkich poruczników piechoty (jednocześnie była to 65. lokata w starszeństwie).
Józef Koziński aktywnie uczestniczył w życiu Włocławka i jego mieszkańców, udzielając się w tym zakresie na wielu płaszczyznach. Działał w harcerstwie, a w roku 1932 wszedł w skład zarządu klubu sportowego „Cuiavia”. Sekcja kajakarska „Cuiavii” była członkiem Polskiego Związku Kajakowców, a por. Koziński był w niej jednym z trzech mianowanych przez PZKaj. przodowników (pozostałymi byli kpt. Jan Witkowski i kpt. Jan Fleischmann). W roku 1934 z własnej inicjatywy stworzył Yacht Club Wojskowy (pełnił w nim funkcję wiceprezesa), otwarty dla całej włocławskiej społeczności. Od 1928 roku działał w Lidze Obrony Powietrznej i Przeciwgazowej (L.O.P.P.) – propagując sporty spadochronowe, szybowcowe i lotnicze oraz szkoląc w zakresie obrony przeciwlotniczej i przeciwgazowej harcerzy, młodzież szkolną i dorosłych. W 1938 roku odznaczony został Srebrną Odznaką Honorową L.O.P.P. (odznaka II stopnia) . Podczas odbywających się, w dniach od 23 do 24 lipca 1938 roku, w Poznaniu Zawodach o Mistrzostwo Wojska – zajął II miejsce w pływaniu na dystansie 50 metrów w ubraniu.
Awansowany do stopnia kapitana został ze starszeństwem z dniem 19 marca 1937 roku i 299. lokatą wśród oficerów korpusu piechoty. W dniu 29 października 1938 r. został odznaczony przez Prezesa Rady Ministrów, gen. dyw. Felicjana Sławoja Składkowskiego, Srebrnym Krzyżem Zasługi – za zasługi w służbie wojskowej.
Do wybuchu II wojny światowej służył we włocławskim 14 pp, zajmując między innymi stanowiska: dowódcy plutonu strzeleckiego, komendanta PW i WF na powiat włocławski, dowódcy plutonu łączności, dowódcy 2 kompanii strzeleckiej w I batalionie i dowódcy 3 kompanii ckm (którą dowodził do czasu ogłoszenia mobilizacji). W tym czasie ukończył kurs łączności w Zegrzu (1932/33), kurs dowódców kompanii w Centrum Wyszkolenia Piechoty w Rembertowie (1934)  oraz trzytygodniowy kurs przeciwpancerny (1936). W 1934 roku przy 14 pp powołano dywizyjny kurs instruktorski dla oficerów 4 Dywizji Piechoty, na którym por. Koziński był wykładowcą z dziedziny łączności. W maju 1938 r. został wybrany członkiem zarządu Wojskowego Klubu Sportowego działającego przy 14 pp. Na rok 1939 kpt. Józef Koziński zatwierdzony został jako zastępca przewodniczącego Sądu Honorowego 14 Pułku Piechoty.
Na dzień 23 marca 1939 roku, piastując stanowisko dowódcy 3 kompanii ckm w III batalionie 14 pułku piechoty, kpt. Koziński zajmował 238. lokatę wśród kapitanów korpusu piechoty ze swojego starszeństwa.

## Kampania wrześniowa
Z chwilą wybuchu wojny (zgodnie z przydziałem mobilizacyjnym) objął stanowisko I adiutanta (szefa sztabu) 14 pułku piechoty. Brał udział w walkach w korytarzu pomorskim, gdzie wykazał się dużą inicjatywą organizując w nocy z 1 na 2 września przerzut zaimprowizowanym pociągiem prawie całego pułku, wzdłuż linii frontu, od stacji Konojady do miejscowości Mełno. Przyczyniło się to do zatrzymania wojsk niemieckich, które dokonały wyłomu w polskiej obronie. Trudna sytuacja spowodowała odejście 14 pp (wraz z Grupą Operacyjną „Wschód”) przez Toruń, Brzozę, Toporzyszczewo, Wieniec Kościelny, Stary Brześć do Józefowa (który osiągnięto ranem 8 września). Wieczorem 6 września kpt. Koziński, kpt. Antoni Berger i ppor. rez. Feliks Steinhagen udali się do Włocławka celem sprawdzenia postępu prowadzonej ewakuacji rodzin wojskowych (spotkali się w tej sprawie z kpt. Ignacym Alejskim).
Kapitan Józef Koziński był uczestnikiem największej bitwy polskiego września – bitwy nad Bzurą. W toku krwawych i uporczywych walk, wskutek przygniatającej przewagi wroga, pododdziały 14 pułku piechoty zostały zdziesiątkowane. 19 września w rejonie Puszczy Kampinoskiej, podczas przedzierania się do walczącej stolicy, został wzięty do niemieckiej niewoli.

## Niewola
Okres niewoli spędził początkowo w oflagach IV A Hohnstein, IV C Colditz i II A Prenzlau. Następnie, od dnia 14 listopada 1940 roku, przebywał w oflagu II C Woldenberg. Podczas pobytu w niewoli zredagował ostateczną wersję „Dziennika bojowego 14 pp”, który jest podstawowym źródłem wiedzy o działaniach 14 pułku piechoty podczas kampanii wrześniowej (zapiski do dziennika były sporządzane na bieżąco podczas kampanii wrześniowej). W oflagu Woldenberg ukończył w ramach dokształcania półtoraroczną Wolną Wszechnicę Polską. Uczestniczył w obozowych działaniach konspiracyjnych. 25 stycznia 1945 r. rozpoczęła się ewakuacja obozu na zachód podczas której, po ponad 500 kilometrowym marszu, jeńcy dotarli (w dniu 10 marca) do oflagu X D Fischbeck w rejonie Hamburga. Następny etap ewakuacji to marsz pod Lubekę, gdzie 3 maja 1945 r. kapitan Koziński razem z pozostałymi oficerami został wyzwolony przez wojska kanadyjskie. 8 grudnia tego roku kpt. Józef Koziński wyjechał z pierwszym zorganizowanym transportem wojskowym do Polski – do Szczecina .

## Okres powojenny
Po powrocie z niewoli kapitan Koziński nie wstąpił do Ludowego Wojska Polskiego. Jako przedwrześniowy oficer miał trudności ze znalezieniem zatrudnienia. Pracował we Włocławku – początkowo w spółdzielczości wiejskiej, potem we włocławskim oddziale „Caritasu” jako magazynier, a następnie w Gimnazjum im. ks. Jana Długosza (jako nauczyciel geografii i geologii). Dalsza kariera zawodowa związana była z pożarnictwem – jako inspektor ochrony przeciwpożarowej pracował w Zjednoczeniu Przemysłu Celulozowo-Papierniczego, Zjednoczeniu Przemysłu Meblarskiego, Włocławskiej Fabryce Mebli i włocławskim zakładzie Bydgoskich Zakładów Taśm Technicznych „Pasamon”. W dniu 15 grudnia 1966 roku ukończył zaocznie Szkołę Oficerów Pożarnictwa w Warszawie. Na niwie społecznej działał bardzo aktywnie w Związku Harcerstwa Polskiego, Polskim Czerwonym Krzyżu (członkiem tej organizacji był od 1919 roku), Lidze Obrony Kraju, Polskim Towarzystwie Turystyczno-Krajoznawczym, Polskim Komitecie Pomocy Społecznej i Kole Oficerów Rezerwy, którego powstania był inicjatorem, a potem wieloletnim wiceprezesem i prezesem. Jego zaangażowanie w działalność tegoż koła przyczyniło się w sposób szczególny do kultywowania dziejów przedwojennego 14 pułku piechoty. Dzięki jego staraniom wzniesiono we Włocławku (na terenie kasyna oficerskiego przy ulicy Żytniej) obelisk poświęcony poległym i pomordowanym w czasie II wojny światowej żołnierzom 14 pułku piechoty (odsłonięty w dniu 18 stycznia 1976 r.). Prowadzona od 1945 r. działalność Józefa Kozińskiego w Towarzystwie Przyjaciół Żołnierza, przekształconym z rokiem 1950 w Ligę Przyjaciół Żołnierza, przemianowaną w roku 1962 na Ligę Obrony Kraju, była kontynuacją jego działalności rozpoczętej już w 1928 roku w Lidze Obrony Powietrznej i Przeciwgazowej, albowiem wyżej wymienione organizacje były spadkobierczyniami przedwojennej L.O.P.P. Józef Koziński był również członkiem zarządu klubu sportowego „Włocławianka”. Dekretem Rady Państwa z dnia 19 czerwca 1972 roku odznaczony został Krzyżem Srebrnym Orderu Wojennego Virtuti Militari – za czyny bojowe dokonane we wrześniu 1939 roku.
Jako rezerwista został awansowany do stopnia majora (15 września 1969 r.), a następnie podpułkownika Wojska Polskiego (7 kwietnia 1976 r.). Na emeryturę odszedł z dniem 1 marca 1970 roku. Jako harcmistrz i oficer rezerwy Wojska Polskiego odznaczony był wieloma orderami i medalami .

## Działalność harcerska
Józef Koziński należał do harcerstwa przez 65 lat. W roku 1914 wstąpił w Sieradzu do konspiracyjnego harcerstwa i ze swoją drużyną wspierał w 1918 r. oddziały Polskiej Organizacji Wojskowej (której na tym obszarze harcerstwo było podporządkowane) oraz rozbrajał Niemców na terenie powiatu sieradzkiego (w Zduńskiej Woli wystawiono posterunki harcerskie na dworcu kolejowym, na poczcie i w magistracie). W czerwcu 1920 r. wstąpił ochotniczo w szeregi 201 pułku piechoty zwanego też „harcerskim”. Po zdemobilizowaniu (grudzień 1920 r.) nadal uczestniczył w pracach ZHP na terenie Łowicza, Sieradza i Zduńskiej Woli – do roku 1925 . Po ukończeniu Szkoły Podchorążych Piechoty i Oficerskiej Szkoły Piechoty został skierowany do służby żołnierskiej we Włocławku, gdzie rozpoczął również współpracę z Zarządem Oddziału Harcerstwa Włocławskiego. Porucznik (a następnie kapitan) Józef Koziński wniósł bardzo duży wkład w rozwój włocławskiego harcerstwa i ruchu zuchowego (od 1926 roku rozpoczęła się stopniowa zapaść harcerstwa we Włocławku, które w roku 1930 upadło całkowicie – zlikwidowano wówczas Chorągiew Włocławską, powołując na jej miejsce Komendę Hufca). Na prośbę Marii Księżopolskiej, przewodniczącej zarządu Oddziału Harcerstwa Włocławskiego, z dniem 1 maja 1931 roku objął stanowisko komendanta męskiego hufca harcerzy, którą to funkcję pełnił do dnia 28 sierpnia 1939 roku. 
Pod jego kierownictwem hufiec włocławski zajmował przodujące miejsce w Chorągwi Mazowieckiej, a potem (od 1938 r.) w Chorągwi Pomorskiej. Jeszcze wcześniej, w dniu 26 marca 1930 r., wybrany został sekretarzem Koła Przyjaciół Harcerstwa (KPH). Koło to sam zorganizował na terenie miasta i powiatu włocławskiego oraz pozyskał dla niego sponsorów i pasjonatów. Pod koniec stycznia 1937 roku znalazł się w nowym składzie zarządu KPH (razem z nim do zarządu weszli również mjr Bronisław Brągiel i kpt. Józef Tkaczyk). Był współorganizatorem wielu zgrupowań, biwaków i kursów. W roku 1938 tworzył Pogotowie Wojenne Harcerzy, którego został pierwszym komendantem. Harcerze zostali wówczas przygotowani do pełnienia służby wojskowej i cywilnej na wypadek wojny oraz do pracy w konspiracji. Swoje przygotowanie w tych dziedzinach potwierdzili w czasie kampanii wrześniowej – w ramach zmobilizowanego we Włocławku batalionu PW oraz w czasie okupacji – podczas służby w Szarych Szeregach . 
Był również jednym z inicjatorów, współorganizatorem oraz komendantem harcerstwa wodnego we Włocławku. W tym okresie grono instruktorów harcerskich zwracało szczególną uwagę na wartość wodniactwa w upowszechnianiu pozytywnych wzorców wychowawczych, zwłaszcza wśród starszej młodzieży. Władze hufca żywiły przekonanie o konieczności wpajania członkom ZHP prawdy o silnym powiązaniu Włocławka z Wisłą. W związku z tym już w dniu 15 listopada 1931 r. doszło do zorganizowania sekcji kajakarskiej w ramach KPH. Józef Koziński wszedł wówczas, jako zastępca prezesa, w skład pierwszego zarządu tej sekcji. Zamierzeniem sekcji było krzewienie sportu i turystyki wodnej nie tylko wśród braci harcerskiej, ale również w gronie znacznej części włocławskiego społeczeństwa. Podniesienie bandery na jedenastu jednostkach pływających sekcji (kajaki) nastąpiło w dniu 22 maja 1932 r. na włocławskich bulwarach nadwiślańskich i zbiegło się z obchodami święta ZHP. W uroczystościach tych uczestniczył dowódca Okręgu Korpusu Nr VIII – gen. bryg. Stefan Pasławski. Proces zwiększania się liczby drużyn harcerskich niósł za sobą konieczność wykształcenia dla nich wykwalifikowanych kadr kierowniczych i instruktorskich. W związku z powyższym w dniach od 28 grudnia 1931 r. do 3 stycznia 1932 roku zorganizowano pierwszy specjalistyczny kurs dla nauczycieli, nad którym komendę objął por. Koziński. Jako komendant hufca otrzymał od Zarządu Miasta Włocławka działkę przy bulwarach wiślanych, na której dzięki pozyskanym przez niego sponsorom wybudowano (w roku 1933) stanicę wodną. Zorganizował lądowe i wodne bazy szkoleniowe (między innymi nad jeziorami Łuba i Czarne oraz w Michelinie). Z dniem 10 maja 1937 r. otrzymał stopień instruktorski harcmistrza. W listopadzie 1938 r. został członkiem Koła Harcerzy z Czasów Walk o Niepodległość Okręg Warszawski, a w rok później prezesem tegoż Koła we Włocławku. 30 kwietnia 1939 roku Józef Koziński został przewodniczącym zarządu włocławskich struktur Związku Harcerstwa Polskiego. W dniu 29 czerwca 1939 roku z wizytą u włocławskich harcerzy przebywał gen. broni Józef Haller, z którym Józef Koziński miał wówczas zaszczyt się spotkać i porozmawiać. Niezależnie od swej działalności we włocławskim harcerstwie, w latach 1932–1933 pełnił również funkcję komendanta nieszawskiego hufca harcerzy z siedzibą w Aleksandrowie Kujawskim .
W okresie powojennym, w latach 1946–1948, piastował stanowisko komendanta włocławskiego hufca. Tak jak przed wojną rozwinął jego działalność i doprowadził go do rozkwitu. Przy pomocy władz kościelnych zorganizował obozy harcerskie w Karpaczu (1946) i Kazimierzu Biskupim (1947). Odbudował harcerstwo wodne, odzyskał stanicę wodną i ziemię w Michelinie. Na skutek nasilającej się sowietyzacji kraju, w tym harcerstwa, zrezygnował (w grudniu 1948 roku) z aktywnej działalności w ZHP, ale nie przestał być harcerzem. W roku 1972 powołał Krąg Instruktorski „Powiśle”, który skupiał w swych szeregach weteranów ruchu harcerskiego (został wybrany przewodniczącym tegoż Kręgu). Był również współorganizatorem I Seminarium Historycznego dotyczącego włocławskiego harcerstwa. Uczestniczył w opracowaniu jego dziejów oraz utworzył (przy Komendzie Hufca Włocławskiego) Muzeum Harcerskie, któremu ofiarował wiele cennych zdjęć i dokumentów.
Józef Koziński uważany jest za najwybitniejszego działacza Związku Harcerstwa Polskiego okresu powojennego na terenie Włocławka. Odznaczony był Honorowym Krzyżem Harcerzy z Czasów Walk o Niepodległość i Krzyżem za Zasługi dla ZHP. W roku 1975 druh Józef Koziński został mianowany przez Naczelnika Związku Harcerstwa Polskiego – Harcmistrzem Polski Ludowej. W kościele garnizonowym pod wezwaniem Najświętszego Zbawiciela we Włocławku odsłonięto (w roku 2006) tablicę upamiętniającą wybitnych włocławskich działaczy ruchu harcerskiego. Wśród uhonorowanych znalazł się również harcmistrz Józef Koziński . W uroczystości tej uczestniczyli między innymi syn druha Józefa Kozińskiego – Janusz, jego wnuk – Dariusz oraz ówczesny Prezydent Miasta Włocławek – Władysław Skrzypek. Aktu poświęcenia tablicy dokonał ówczesny proboszcz parafii garnizonowej – ksiądz ppłk Zbigniew Szygenda.

## Rodzina
W 1929 r. podporucznik Koziński zawarł związek małżeński z Anną Lasecką (1902–1991), z którą mieli synów Jerzego (1932–1978) i Janusza Marię (1935–2011) .
Zmarł 26 czerwca 1979 roku we Włocławku i został pochowany na tamtejszym Cmentarzu Komunalnym przy Al. Chopina (sektor 30-11-162).

## Ordery i odznaczenia
- Krzyż Srebrny Orderu Wojennego Virtuti Militari (19 czerwca 1972)[40]
- Krzyż Niepodległości (1939)[40]
- Krzyż Kawalerski Orderu Odrodzenia Polski (1967)[40]
- Krzyż Walecznych (1922)[10]
- Srebrny Krzyż Zasługi (1938)[24]
- Krzyż Zasługi Wojsk Litwy Środkowej (1925)[40]
- Medal „Za udział w wojnie obronnej 1939”[32]
- Medal za Ratowanie Ginących (26 września 1932)[41]
- Medal Pamiątkowy za Wojnę 1918–1921
- Brązowy Medal za Długoletnią Służbę (3 maja 1938)[m][42]
- Odznaka Honorowa Polskiego Czerwonego Krzyża I stopnia (1972)[3]
- Srebrna Odznaka Honorowa Ligi Obrony Powietrznej i Przeciwgazowej II stopnia (23 maja 1938)[3]
- Krzyż „Za Zasługi dla ZHP” (20 listopada 1975)[3]
- Honorowy Krzyż Harcerski z Czasów Walk o Niepodległość (17 stycznia 1939)[40]
- Odznaka harcerska „Za uratowanie życia”[43]
- Złota Odznaka „Zasłużony Działacz LOK” (1965)[3]
- Złota Odznaka „Zasłużony dla województwa włocławskiego” (1977)[3]
- Brązowa Odznaka Turystyczna Polskiego Związku Kajakowego[44]
- Odznaka Komendancka Przysposobienia Wojskowego[45]
- Odznaka Instruktorska Przysposobienia Wojskowego[46]
- Medal 10 Rocznicy Wojny Niepodległościowej (Łotwa)[n][47]